# Erblichia
Erblichia je monotipski biljni rod iz porodice Passifloraceae, potporodica Turneroideae. Jedina vrsta je Erblichia odorata Seem.. Izvorno područje ove vrste je Meksiko ps do Srednje Amerike. To je drvo i prvenstveno raste u vlažnom tropskom biomu.